# Rhododendron 'President Lincoln'
Rhododendron'President Lincoln' — сорт вечнозелёных рододендронов гибридного происхождения.

## Биологическое описание
В возрасте 10 лет высота растений около 180—200 см.
Листья зелёные.
Соцветие шарообразное, несёт около 26 цветков. 
Цветки лавандово-розовые, на внутренней части верхнего лепестка коричнево-золотое пятно. Аромат отсутствует.

## В культуре
Выдерживает понижения температуры -32 ºC. Хорошо переносит высокие летние температуры.